# Néprajz
A néprajz (idegen szóval etnográfia, a görög εθνος, ethnosz, azaz „nép” és γραφεια, grapheia, azaz „rajz” szavakból) a hagyományos életmódot folytató (paraszti, nomád vagy  zsákmányoló-gyűjtögető) népcsoportok mindennapi tárgyait, művészetét (építészet, díszítőművészet, zene, tánc), valamint hagyománykincsüket (szokásaik, hitviláguk, énekes és szóbeli értékeik) felölelő jelenségek elnevezése. Mindezek gyűjtésével és összehasonlító vizsgálatával a néprajztudomány foglalkozik (röviden szintén néprajz).

## Jellemzői
A néprajztudománynak két fő ága van:
- Európai néprajz kutatása, amely az egyes európai népek parasztságának tárgyait, művészetét és szóbeli hagyományainak gyűjtését és vizsgálatát jelenti. Az európai néprajz kutatása főleg német nyelvterületen, Magyarországon, Kelet-Európában és Észak-Európában alakult ki.
- Etnológia (görög εθνολογεια, ethnologeia, vagyis „néptudomány”), amely a hagyományos európai kultúráktól eltérő, elsősorban Európán kívüli népcsoportok életét tanulmányozza, illetve a világ különféle népeit osztályozza, hasonlítja össze egymással.

A néprajztudománytól elkülönül a Nyugat-Európában és Amerikában kialakult etnográfia (angol Ethnography) tudománya. Ez alatt ugyanis elsősorban más népek életének a „részt vevő megfigyelés” módszerén alapuló leírását értik, míg a hagyományos európai néprajzot egyszerűen a folklór (az angol folklore, „néphagyomány” szóból) és népművészet kutatásaként jelölik meg. A részt vevő megfigyelés azt jelenti, hogy a kutató tartósan együtt él a tanulmányozott népcsoporttal, alkalmazkodva az őslakók életéhez, szokásaihoz és elsajátítva nyelvüket. Így képessé válik arra, hogy hitelesen leírja kultúrájukat, hitvilágukat, hagyományaikat. Az együttélő kutatás módszere azoknak a 19. századi utazóknak, gyarmati tisztviselőknek a munkásságára nyúlik vissza, akik a civilizációtól távol élő őslakó népek kultúrájával való megismerkedést értékesnek és tudományosan hasznosnak találták (például az ember őskori történetének rekonstruálása szempontjából.) A 20. század első felében a bennszülött népek közé költöző híres etnográfus kutatók voltak például Alfred Radcliffe-Brown (ausztrál őslakók) Evans-Pritchard (nuerek, Kelet-Afrika), Bronisław Malinowski (Melanézia), Margaret Mead (Szamoa), Claude Lévi-Strauss (Amazónia), Wacław Sieroszewski (Jakutföld).
A részt vevő megfigyelés módszeréből fejlődött ki a 20. század elején az amerikai Franz Boas kezdeményezésére a kulturális antropológia tudománya. A kulturális antropológusok alapvető módszere lett a tanulmányozott népcsoporttal való tartós együttélés, amit „terepmunkának” neveznek.

## A magyarság néprajza

### Tárgyi néprajz
Etnográfia: népi építkezés, településnéprajz, nép gazdálkodás, népi táplálkozás, kézművesség, népviselet és hímzőkultúra.

### Gazdálkodás

#### Szellemi kultúra - Folklorisztika
Busójárás:
A török megszállás óta Mohácson minden évben megtartják a szőrökbe és szarvakkal ,,díszített" faálarcba öltözött Busójárást, mely a törökök híján már csak a telet hivatott elzavarni.
Ezt a ritka maskarás tánc- és népünnepség 2010-ben felkerült az Európai Szellemi Örökség listájára.
Lásd még:
- Magyar néprajztudomány
- Népművészet
- Volkskunde (néprajz, népismeret) szócikk a német Wikipédiában (németül)

Híres magyar néprajztudósok:
- Andrásfalvy Bertalan
- Barna Gábor
- Bálint Sándor
- Balassa Iván
- Cs. Sebestyén Károly
- Dégh Linda
- Diószegi Vilmos
- Domokos Pál Péter
- Domonkos Ottó
- Erdélyi János
- Fél Edit
- Bogdán István
- Györffy István
- Harangozó Imre
- Herman Ottó
- Herrmann Antal
- Huszka József
- Kallós Zoltán
- Kósa László
- Kresz Mária
- Kriza János
- Lami István
- Lükő Gábor*
- Ortutay Gyula
- Selmeczy Kovács Attila
- Solymos Ede
- Szűcs Sándor
- Ürmösy Sándor
- Vikár Béla
- Viski Károly

Híres európai néprajzkutatók :
- Elias Lönnrot (Kalevala)
- Grimm fivérek (népmesekutatás)
- Hugo Kołłątaj (lengyel népi kultúra)[1]

### Etnológia
Az etnológia vagy általános néprajztudomány a természeti népek kutatásával foglalkozik.
Híres etnológusok:
- Bodrogi Tibor
- Róheim Géza

## Képzést indító felsőoktatási intézmények
- Debreceni Egyetem – Bölcsészettudományi Kar
- Eötvös Loránd Tudományegyetem – Bölcsészettudományi Kar
- Pécsi Tudományegyetem – Bölcsészettudományi Kar
- Szegedi Tudományegyetem – Bölcsészettudományi Kar

### Szervezetek, intézmények
- Néprajzi Múzeum (Pécs)
- Hagyományok Háza
- Magyar Állami Népi Együttes
- Magyar Néprajzi Múzeum
- MTA Néprajzi Kutatóintézete
- PTE BTK Néprajz – Kulturális Antropológia Tanszék, Pécs
- Kommunikációs Antropológiai Munkacsoport (Csíkszereda)
- Szentendrei Szabadtéri Néprajzi Múzeum